# Štefan Füle
Štefan Füle (Sokolov, 24 maggio 1962) è un diplomatico e politico ceco. È stato commissario europeo per l'allargamento e la politica europea di vicinato nella Commissione Barroso II dal 9 febbraio 2010 al 31 ottobre 2014.

## Formazione
Füle ha studiato all'Università Carolina di Praga e all'Istituto statale di relazioni internazionali di Mosca.

## Attività diplomatica e politica
Füle è stato iscritto al Partito Comunista di Cecoslovacchia dal 1982 al 1989. Dal 1990 è legato al Partito Socialdemocratico Ceco, che è membro del Partito Socialista Europeo.

### Carriera diplomatica
Füle ha ricoperto vari ruoli diplomatici per conto del ministero degli esteri della Repubblica Ceca. Ha fatto parte della missione permanente della Repubblica Ceca presso le Nazioni Unite dal 1990 al 1995. Nel 1998 è stato nominato ambasciatore ceco in Lituania ed è stato anche il referente della NATO per quel Paese. Nel 2000 Füle è stato nominato viceministro della difesa, ma poi è tornato alla carriera diplomatica come ambasciatore del suo Paese nel Regno Unito e successivamente come rappresentante permanente della Repubblica Ceca presso la NATO.

### Carriera politica
Dopo un'esperienza come viceministro della difesa, Füle è stato ministro per gli affari europei nel governo guidato da Jan Fischer tra il 2009 e il 2010.

### Commissario europeo
Füle è stato indicato come membro ceco della Commissione europea dopo il fallimento dei partiti politici ceci ad accordarsi su un nome condiviso e dopo le dichiarazioni di indisponibilità di alcuni altri possibili candidati.
Dopo l'esplosione delle rivolte nei paesi del Nord Africa nei primi mesi del 2011, Füle sta gestendo il processo di revisione profonda della politica europea di vicinato nei confronti dei paesi del Mediterraneo.
Il 31 ottobre 2014 ha concluso il suo mandato. Gli è succeduto nell'incarico Johannes Hahn.

## Vita personale
Füle è sposato e ha tre figli.